# Kanton Saint-Junien
Der Kanton Aixe-sur-Vienne ist ein französischer Wahlkreis im Arrondissement Rochechouart im Département Haute-Vienne in der Region Nouvelle-Aquitaine; sein Hauptort ist Saint-Junien. Er entstand 2015 durch ein Dekret vom 13. Februar 2014.

## Gemeinden
Der Kanton besteht aus acht Gemeinden mit insgesamt 20.665 Einwohnern (Stand: 1. Januar 2022) auf einer Gesamtfläche von 198,22 km²:
| Gemeinde               | Einwohner 1. Januar 2022 | Fläche km² | Dichte Einw./km² | Code INSEE | Postleitzahl |
| ---------------------- | ------------------------ | ---------- | ---------------- | ---------- | ------------ |
| Chaillac-sur-Vienne    | 1.253                    | 15,14      | 83               | 87030      | 87200        |
| Javerdat               | 702                      | 25,52      | 28               | 87078      | 87520        |
| Oradour-sur-Glane      | 2.517                    | 38,16      | 66               | 87110      | 87520        |
| Saillat-sur-Vienne     | 826                      | 6,29       | 131              | 87131      | 87720        |
| Saint-Brice-sur-Vienne | 1.651                    | 20,85      | 79               | 87140      | 87200        |
| Saint-Junien           | 11.382                   | 56,82      | 200              | 87154      | 87200        |
| Saint-Martin-de-Jussac | 567                      | 14,40      | 39               | 87164      | 87100        |
| Saint-Victurnien       | 1.767                    | 21,04      | 84               | 87185      | 87420        |
| Kanton Saint-Junien    | 20.665                   | 198,22     | 104              | 8719       | –            |